# Heptium scamillatum
Heptium scamillatum är en mångfotingart som beskrevs av Loomis 1937. Heptium scamillatum ingår i släktet Heptium och familjen Schizopetalidae. Inga underarter finns listade i Catalogue of Life.